# Бургшлайниц-Кюнринг
Бургшлайниц-Кюнринг (нем. Burgschleinitz-Kühnring) — ярмарочная коммуна (нем. Marktgemeinde) в Австрии, в федеральной земле Нижняя Австрия. 
Входит в состав округа Хорн.  Население составляет 1430 человек (на 31 декабря 2005 года). Занимает площадь 41,84 км². Официальный код  —  31103.

## Политическая ситуация
Бургомистр коммуны — Андреас Ульрайх (АНП) по результатам выборов 2005 года.
Совет представителей коммуны (нем. Gemeinderat) состоит из 19 мест.
- АНП занимает 15 мест.
- СДПА занимает 4 места.